# Falstertief
Das Falstertief (auch Falster Tief oder  Falster genannt) ist ein alter, natürlicher ostfriesischer Wasserlauf, der seinen Ursprung südwestlich des Auricher Stadtteils Middels hat und heute über das Neuharlinger Sieltief in die Nordsee entwässert. Im Laufe der Geschichte hat das Falstertief, das in der Vergangenheit eine nicht unbedeutende geographische Grenze zwischen kirchlichen und politischen Gebietskörperschaften markierte, seinen Lauf immer wieder verändert.

## Name
Der Name Falstertief verweist als individueller Gewässername auf ein hohes Alter sowie auf eine besondere Bedeutung des ostfriesischen Flusses. Die meisten Fließgewässer wurden mit allgemeinen Begriffen wie Ehe oder Tief bezeichnet. Der Name Falstertief ist 1497 zum ersten Mal urkundlich belegt; er besteht aus drei Teilen:
Die Silbe fal ist verwandt mit dem indogermanischen *pel, was so viel wie gießen oder auch fließen bedeutet. Etymologische Verwandtschaften bestehen beispielsweise zu folgenden geographischen Namen: Pal (Litauen), Fala (Norwegen) und Fal (Cornwall). Auch die germanische Bezeichnung felu für Sumpfgewässer ist vermutlich mit Fal in Falster verwandt.
Die zweite Silbe *ster ist als Gewässernamen-Suffix weit verbreitet: Alster; Kleine, Schwarze, Weiße Elster; Gelster; Ulster und andere Fließgewässer mehr.
Der dritte Namensteil Tief wurde dem eigentlichen Gewässernamen Falster erst in jüngerer Zeit hinzugefügt. Er ist eine neuhochdeutsche Lehnübersetzung des altfriesischen diap beziehungsweise des mittelniederdeutschen dep und des ostfriesischen Deep. Die Bedeutungsskala reicht von „befahrbarer Wasserzug“, über „Fahrwasser, Fluss, Kanal“ bis hin zu „breiter Entwässerungsgraben“.

## Einordnung und Lauf
Das Falstertief gehört gemeinsam mit den Wasserläufen Bettenwarfer Leide, Margenser Tief, Neuharlinger Sieltief, Meyenburger Tief, Altharlinger Sieltief, Stuhlleide und Rietleide zum Wasserkörper Neuharlinger Sieltief im Flussgebiet Ems/Untergebiet Unterems.

## Geschichte

Falster 1581 (Abraham-Ortelius-Karte)

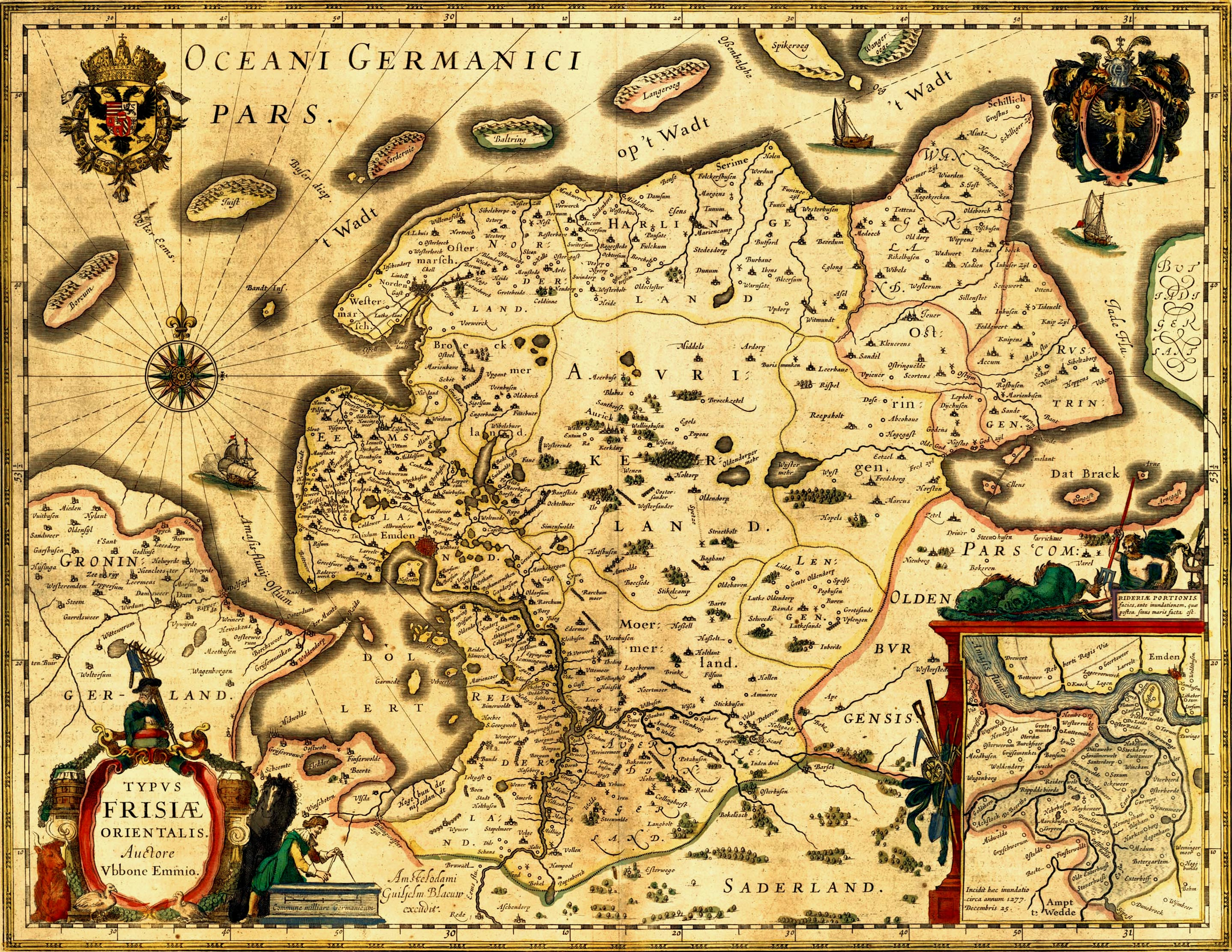
Harlebucht um 1600; die Falster mündet als zweiter Fluss (von links) in die Bucht

Das Falstertief hat im Laufe der Geschichte mehrfach sein Mündungsgebiet verändert. Ursächlich dafür waren sowohl natürliche Veränderungen der Küstenlandschaft als auch größere Eingriffe von menschlicher Hand.
Bis vermutlich zum 8. Jahrhundert bildete die Falster an der ostfriesischen Küste gegenüber der Insel Spiekeroog einen größeren Mündungstrichter, eventuell auch schon eine kleinere Bucht, gewissermaßen eine Vorläuferin der späteren Harlebucht. Der Mündungsstrom führte damals im Zusammenwirken mit den Gezeiten zur Entstehung eines sogenannten Seegatts, dessen Reste man unter der genannten Insel in den 1950er Jahren fand. Etwa im 9. Jahrhundert verlegte die Falster ihren Wasserlauf nach Osten und mündete etwa bei Horumersiel in die Jade. Bei der Zweiten Marcellusflut 1362 drangen große Wassermassen von Norden her in die ostfriesische Halbinsel ein. Die Harlebucht entstand und zerteilte den Wasserlauf der Falster. Ihr wangerländischer Unterlauf wurde zu einem eigenständigen Fließgewässer, das später den Namen Horumer Tief erhielt. Die Falster entwässerte jetzt über die neu entstandene Bucht wieder direkt in die Nordsee.
Mit der Verlandung der Harlebucht floss das Falstertief zunächst in ein bei Werdum gelegenes Siel, von Almuth Salomon als Altwerdumersiel bezeichnet. Es befand sich zwischen Werdum und Altfunnixsiel an der Abzweigung Werdumer Altengroden. Um 1800 wurde das Neuharlinger Sieltief (damals Dilft genannt) angelegt. Über den nach Stedesdorf fließenden Dilftgraben erreichte das Sieltief in Höhe des alten Häuptlingssitzes Warnsath die Falster. Eine direkte Verbindung zwischen Siel- und Falstertief entstand, als in den 1950er Jahren das Sieltief ausgebaut und verlängert wurde. So entwässert das Falstertief heute über Neuharlingersiel in das Wattenmeer.